# العلاقات الأيرلندية الليبية
العلاقات الأيرلندية الليبية هي العلاقات الثنائية التي تجمع بين جمهورية أيرلندا وليبيا.

## مقارنة بين البلدين
هذه مقارنة عامة ومرجعية للدولتين:
| وجه المقارنة                                              | جمهورية أيرلندا                                       | ليبيا                                       |
| --------------------------------------------------------- | ----------------------------------------------------- | ------------------------------------------- |
| المساحة (كم2)                                             | 70.27 ألف                                             | 1.76 مليون                                  |
| عدد السكان (نسمة)                                         | 4.76 مليون                                            | 6.37 مليون                                  |
| الكثافة السكانية (ن./كم²)                                 | 67.74                                                 | 3.62                                        |
| العاصمة                                                   | دبلن                                                  | طرابلس                                      |
| اللغة الرسمية                                             | اللغة الأيرلندية، لغة إنجليزية، الإنجليزية الأيرلندية | اللغة العربية، اللغة العربية الفصحى الحديثة |
| العملة                                                    | جنيه أيرلندي، يورو، عملات اليورو الأيرلندية           | دينار ليبي                                  |
| الناتج المحلي الإجمالي (بليون دولار)                      | 333.73 مليار                                          | 50.98 مليار                                 |
| الناتج المحلي الإجمالي (تعادل القوة الشرائية) بليون دولار | 318.16 مليار                                          | 69.32 مليار                                 |
| الناتج المحلي الإجمالي الاسمي للفرد دولار أمريكي          | 61.13 ألف                                             |                                             |
| الناتج المحلي الإجمالي للفرد دولار أمريكي                 |                                                       | 15.60 ألف                                   |
| مؤشر التنمية البشرية                                      | 0.916                                                 | 0.724                                       |
| رمز المكالمات الدولي                                      | +353                                                  | +218                                        |
| رمز الإنترنت                                              | .ie                                                   | .ly                                         |
| المنطقة الزمنية                                           | 00، ت ع م+01:00، أوروبا/دبلن ‏                         | ت ع م+02:00، توقيت شرق أوروبا               |

## منظمات دولية مشتركة
يشترك البلدان في عضوية مجموعة من المنظمات الدولية، منها:
| علم المنظمة | اسم المنظمة                        | تاريخ انضمام جمهورية أيرلندا | تاريخ انضمام ليبيا |
| ----------- | ---------------------------------- | ---------------------------- | ------------------ |
|             | مؤسسة التنمية الدولية              | 22 ديسمبر 1960               | 1 أغسطس 1961       |
|             | يونسكو                             | 3 أكتوبر 1961                | 27 يونيو 1953      |
|             | وكالة ضمان الاستثمار متعدد الأطراف | 27 أكتوبر 1989               | 5 أبريل 1993       |
|             | الأمم المتحدة                      | 14 ديسمبر 1955               | 14 ديسمبر 1955     |
|             | الاتحاد البريدي العالمي            | ?                            | ?                  |
|             | البنك الدولي للإنشاء والتعمير      | 8 أغسطس 1957                 | 17 سبتمبر 1958     |
|             | الاتحاد الدولي للاتصالات           | 8 ديسمبر 1923                | 3 فبراير 1953      |
|             | منظمة حظر الأسلحة الكيميائية       | ?                            | ?                  |
|             | مؤسسة التمويل الدولية              | 11 سبتمبر 1958               | 18 سبتمبر 1958     |
|             | منظمة الشرطة الجنائية الدولية      | ?                            | ?                  |

## أعلام
هذه قائمة لبعض الشخصيات التي تربطها علاقات بالبلدين:
- أيمن زايد (4 أكتوبر 1983[19] – )

## وصلات خارجية
- موقع وزارة الخارجية الأيرلندية
- موقع وزارة الخارجية الليبية